# 明石海峡
明石海峡（あかしかいきょう）は、本州と淡路島に挟まれた海峡。
兵庫県神戸市垂水区沖の平磯灯標を基準とする東の境界線から、淡路市の江埼灯台を基準とする西の境界線まで、明石海峡航路が設定されている。明石市の朝霧川河口左岸と淡路市の松帆崎を結ぶ線より東は大阪湾、西は播磨灘となる。
瀬戸内海国立公園の区域に指定されている。

## 概要
|                                                                                                  |
| [[神戸市\|神戸]] 明石 播磨灘 明石海峡 淡路島 大阪湾                                              |
| ランドサット7号 (Landsat 7) が撮影した明石海峡。 ※表示環境によっては文字がずれることがあります。 |

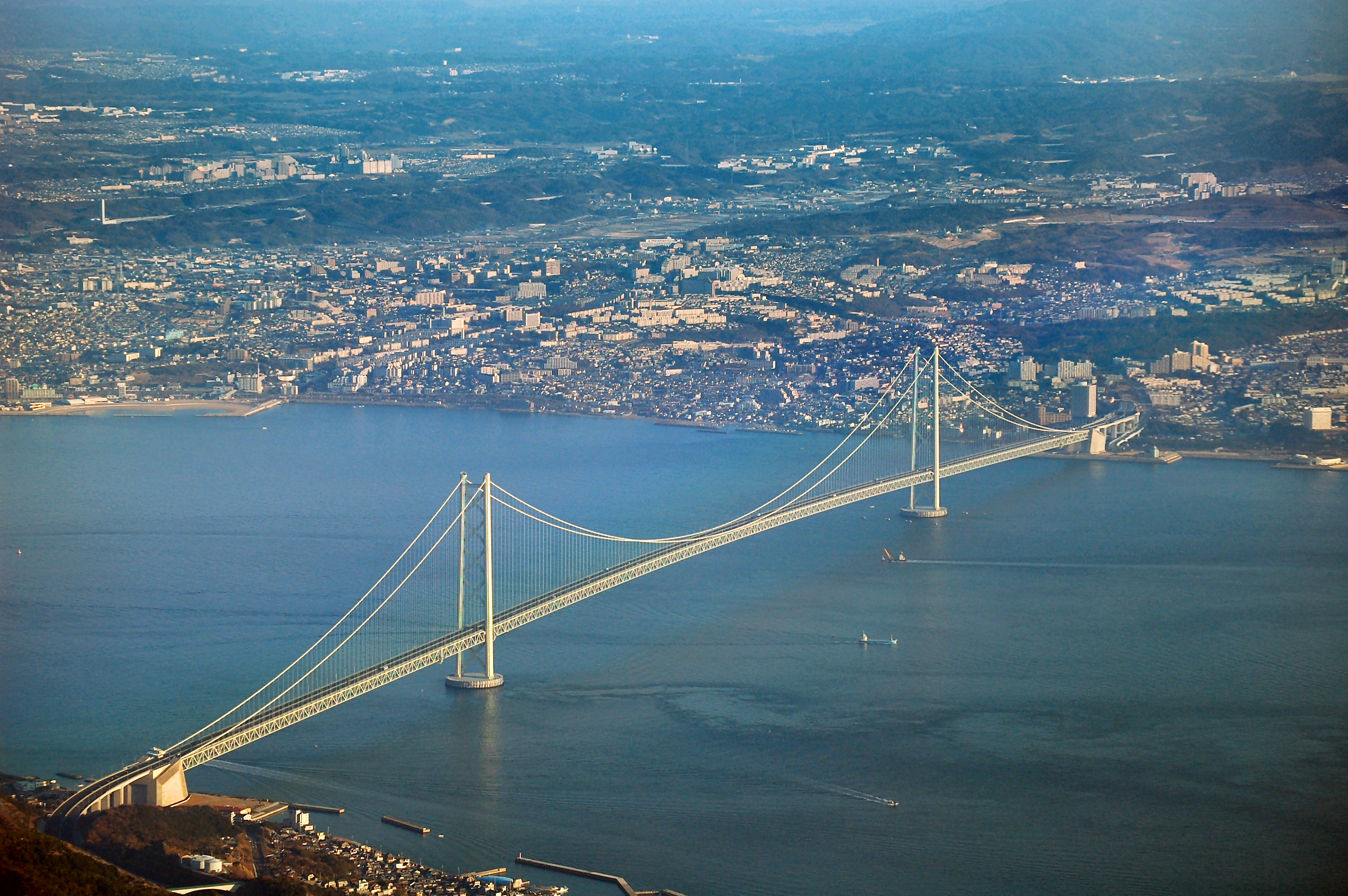
明石海峡（中央の吊橋は明石海峡大橋）

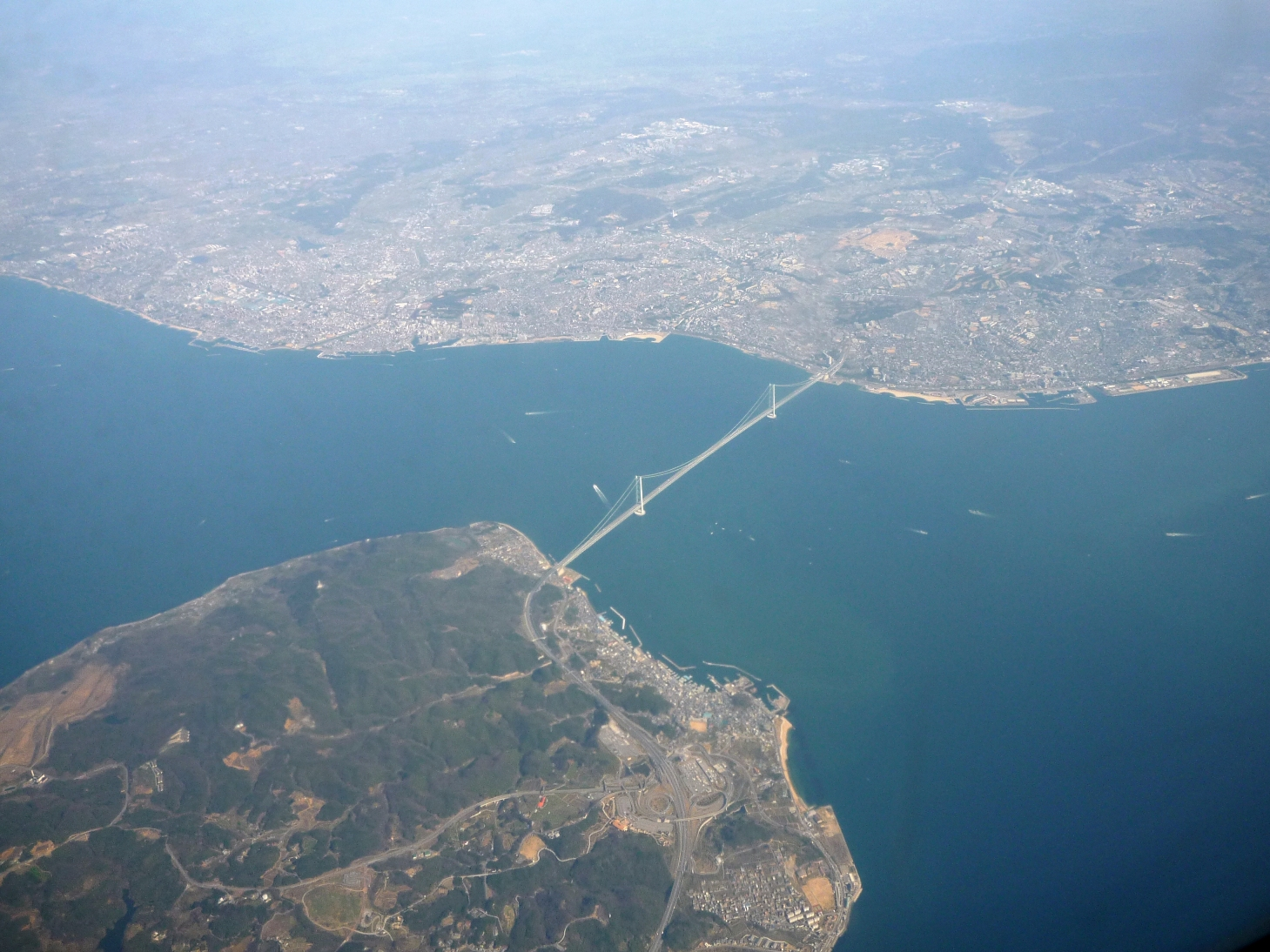
航空機内から見た明石海峡

最狭部の幅が3.6kmで最深部は約110mである。海峡としては狭い部類に入り、さらにその内1.3kmが潮流の主流部である。主流部の淡路島側（南側）に最も潮流の強い部分があり、大潮のときには主流部の流速の1.4倍に達して最大7kt (13km/h)を超え、松帆崎からは川のように流れるのが見られる。
潮流の速さに加えて船の往来が多いうえ、サメも出没するため、人間が泳いで横断するのは自殺行為である。
世界第2の長さを誇る吊橋である明石海峡大橋（自動車専用道路）が架けられている。また、明石港と岩屋港の間に旅客用の淡路ジェノバラインが運行されている。フェリーは明石淡路フェリーが運行されていたが、2010年（平成22年）11月16日から休止している。

## 名産品・観光地
- 「明石蛸」「明石鯛」などの海産物で知られ、ブランド化されている。明石市にある市場「魚の棚（うおんたな）」は有名。
- 明石海峡大橋が架かる（1998年4月5日より供用開始）。
- 淡路島北端の松帆の浦は、歌枕として和歌にも多く詠まれた。

## イヤニチ
潮流の速さが最大で時速13 kmにもなる明石海峡は、古来より「イヤニチ（いやな満ち潮）」といわれていた。「イヤニチ」の外にも「イアイニチ」「イヤニツ」などと呼ばれた。
明石海峡は瀬戸内海東部、大阪湾と播磨灘の間に位置。船で西から大和（古代の中心地）を目指してくると入り口に当たることから、古くは明石大門と呼ばれていた。
この海峡での潮の流れは、大洋の干満によって発生する。満ち潮は大阪湾に押し寄せ明石海峡では、播磨灘への西への流れになり、引き潮は大阪湾への東への流れとなる。ところが明石海峡は”幅が最狭部で3.6km・深度は約100m”と狭く、海峡に潮が押し寄せると、最速7ノット（時速約13km/h）の凄まじい流れが走る。同時に狭い出口からあふれ出た海流は、水深20mのラインに沿って反転する渦を生じさせる。
明石海峡では、満ち潮の時、反時計回りの渦が出来る。水深20m以上の海域が大阪湾に比べてはるかに狭く渦は小さい。以上から、三角波（林のイヤニチと呼ばれる）と西への潮の起きる点が難所となる原因である。

### 発生原理
『林のイヤニチ』の原因は、古代に六甲山・淡路島の隆起、断層の生成があり、また、氷期の海退で、陸地を流れる加古川・明石川などが一体となった大河川による浸食。それらにより、海峡には2万年前の川床が「樋」のような溝となり、埋められることなく残されている。
また干満の差により、狭い明石海峡部での激しい潮流が溝の底をさらい上げ、水深100m以上の断崖が海の中に存在する。
この溝の上部では、浅瀬の水は干満の差と地形によって逆に流れる海底の道の水流と衝突し、三角波と西への凄まじい潮を生む一因となっている。発生地点としては、JR明石駅と西明石駅の中間地点から南におよそ1kmあたり。およそ林崎海岸付近。さらにこの漁港沖合1kmから、西方2km先のJR西明石駅と山陽電鉄藤江駅の中間地点。この沖合5kmまでの特別な海の流れが「イヤニチ」と呼ばれる。
ベテランダイバーでさえ「立っているのがやっと」という流れは、動力のない近代以前には、ただ従うしかない自然の力とされた。一例には、古代の明石川上流の押部谷一帯は朝廷の直轄領がおかれ、渡来系の鉄器加工集団が住む地域となっていた。その鉄製品は船作りには必須の材料であり、明石から大阪の住吉大社へ材料の調達運搬を行っていた。その際、イヤニチは大きな障害であったと『住吉大社神代記』に記されている。
また、この速い海流と独自の地形から生じる三角波を乗り切るため、明石では江戸時代から昭和30年代まで「ケンサキミヨシ」と呼ばれる舳先のせりあがった木造漁船が使用されていた。

### 生態系
一方で、イヤニチは明石に豊かな海の幸をもたらしている。
1つ目が、イヤニチによって回転しぶつかる海流が生む「潮目」が湧昇流となり、深みに沈む窒素やリンなどの海の栄養源を海面に届けている点。この海流が砂礫・岩礁やごろ石といった底質を持つ砂の丘陵地帯を形成し、日本でも有数の漁場鹿ノ瀬を生みだしている。ここでは、植物性プランクトン・海藻類が発生し動物性プランクトンが繁殖。これに鯛やイカナゴの稚魚、さらにスズキ・ハマチ・サワラが集まる。
2つ目がイヤニチは浅い漁場をつくり、栄養源と酸素を供給し、いわば天然の生簀となっている点。砂地は瀬戸内最大のイカナゴの産卵生息地であり、豊富なカニやエビなどの甲殻類は、真鯛やメバル・マダコの好物として集まる。
当海域（播磨灘）の1km四方の年間漁獲量は37.8tである。日本海は1t未満であり、ペルシャ湾は0.3tであるからも、当海域の漁獲高がいかに大きいか分る。ただ近年では、漁場の海砂の採取、乱獲、海中構造物・海岸構築物のイヤニチへの影響、ひいては鹿ノ瀬などへの波及などが懸念されている。

## 明石海峡と文学

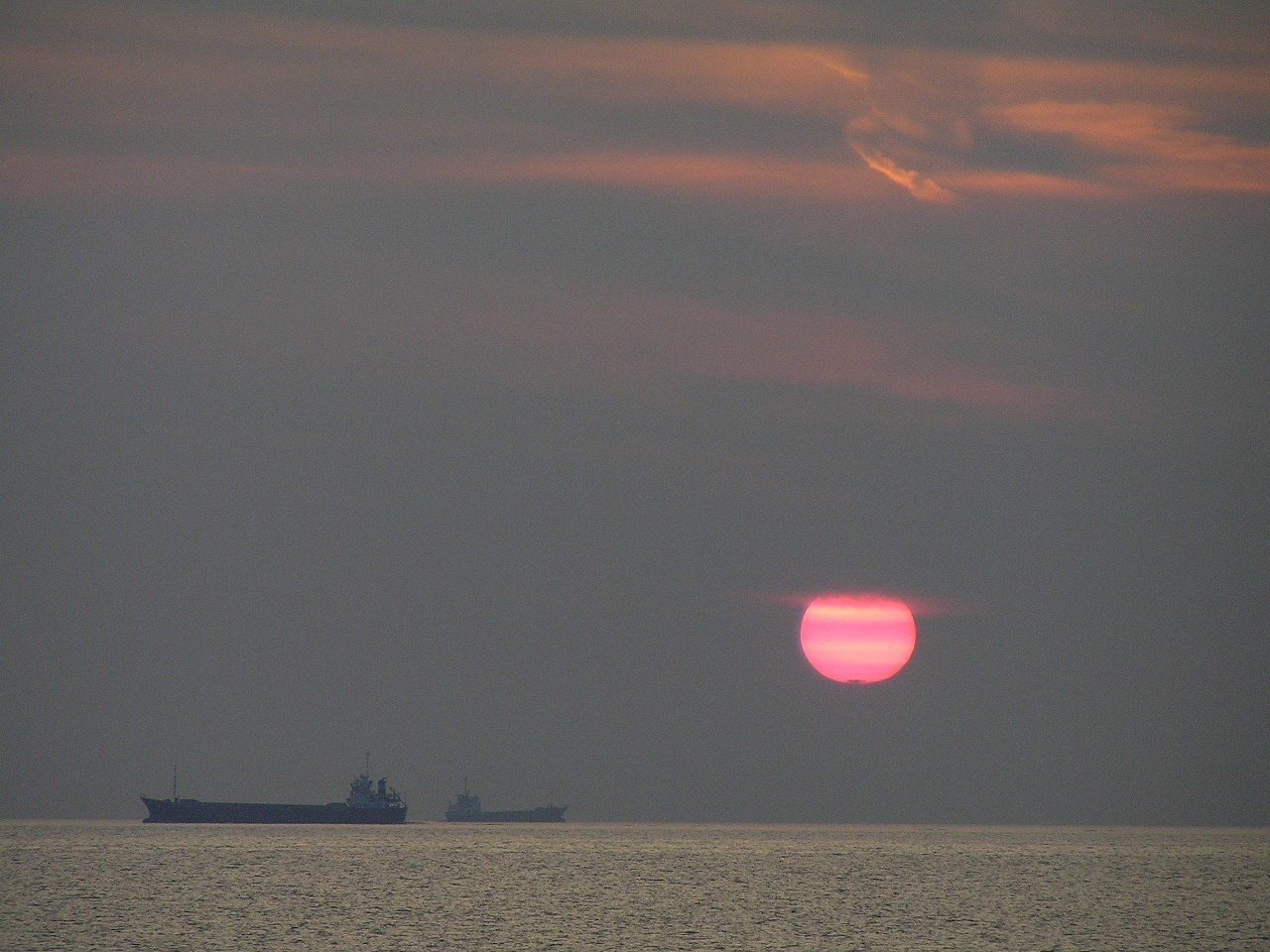
明石海峡の夕暮れ

古来より、夕日が美しく淡路島を望む風光明媚な地であり、またその海流の速さから周辺が汐待の地ともなっていたことから、『万葉集』、『古今集』、『新古今集』の頃より多くの歌人・俳人などに歌われてきた。松尾芭蕉も明石を訪れ、蛸壺をテーマにしたユニークな句を残しており、後に松岡青蘿が芭蕉の顕彰碑「蛸壺塚」を建てている。
和歌
- 『万葉集』

灯火の明石大門に入らむ日や漕ぎ別れなむ家の辺り見ず（柿本人麻呂）
淡路の野島が崎の濱風に妹が結びし紐吹きかへす（柿本人麻呂）
船並めて仕へ奉るし尊き見れば（山部赤人）
粟島に漕ぎ渡らむと思へども明石の門波いまだ騒げり（作者不明）
- 『古今集』

わたつみのかざしにさせる白妙の浪もてゆへる淡路島山（作者不明）
- 『百人一首』

淡路島通ふ千鳥の鳴く声に幾夜寝覚めぬ須磨の関守（源兼昌）
来ぬ人を松帆の浦の夕凪に焼くや藻塩の身もこがれつつ（藤原定家）
- 『拾遺愚草』

淡路島ゆききの舟の友がほにかよひなれたる浦千鳥かな（藤原定家）
俳句
蛸壺やはかなき夢を夏の月 （松尾芭蕉）
近代・現代文学
- 『蓼喰ふ虫』（谷崎潤一郎:淡路島を舞台とする）

## 交通の要衝

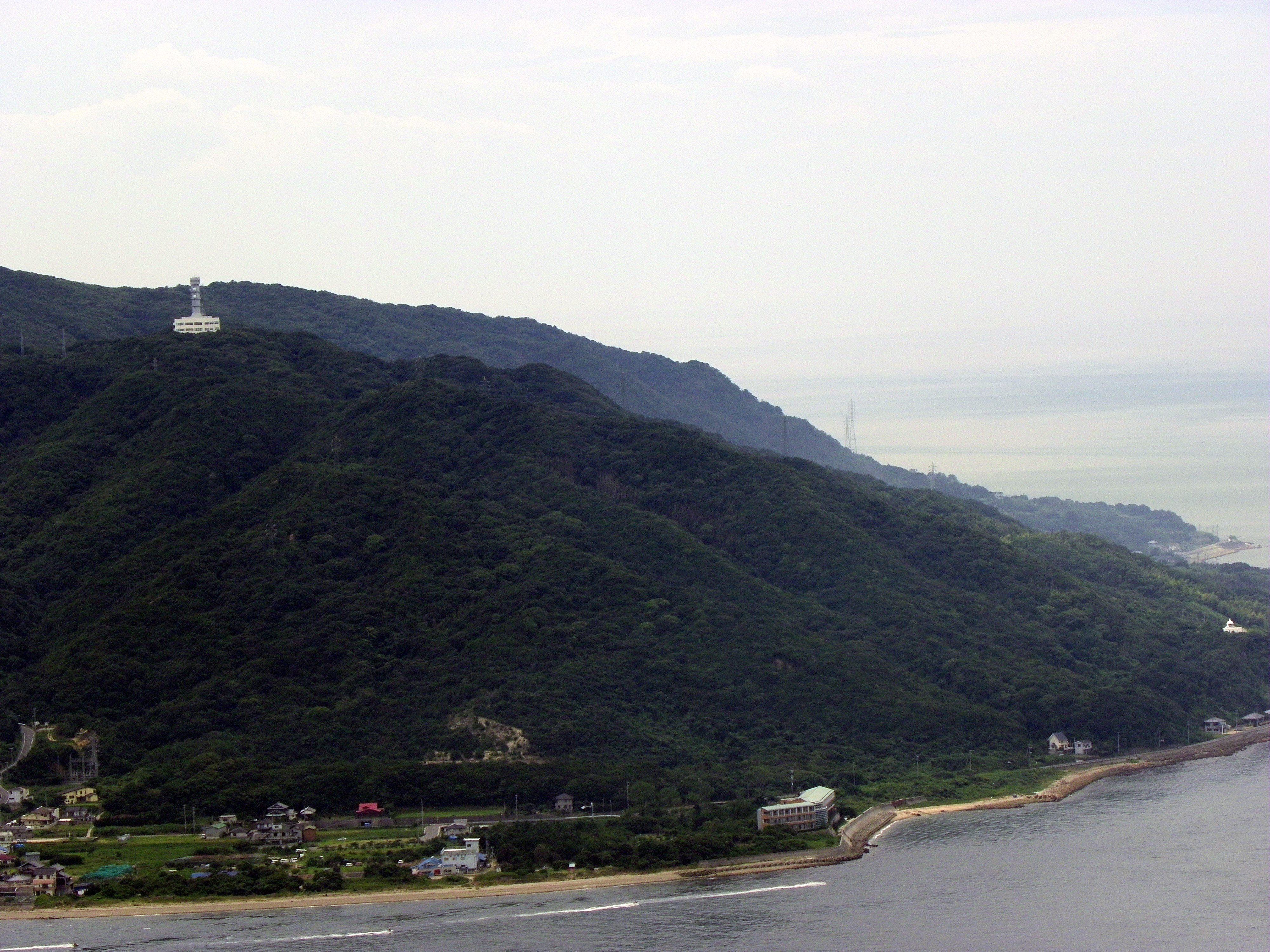
大阪マーチス（左上、右端は江埼灯台）

大阪湾と播磨灘・淡路島と本州が交わるこの海峡は、陸海空すべての交通の要衝である。
陸運
1998年に明石海峡大橋が開通して以来、近畿と四国の各都市を行き来する車両が多く通行している。本州四国連絡高速道路株式会社の統計によると、1日に32,000台の車両が通行しているという。
明石海峡大橋#架橋の影響も参照のこと。
海運
大阪湾と播磨灘の間を航行する船舶が多く、全長50 m以上の船舶は幅1.5 km、長さ3.7海里（6.85 km）の航路を右側通行で通峡するように定められている。またタイやイカナゴの好漁場として海峡内で底引き網漁が行う漁船が多い。1日に1,400隻もの船舶が通過する。また、古くから海難事故が多発する難所であり、右側通行の明石海峡航路が設定されているほか、淡路島にある大阪湾海上交通センター（大阪マーチス）が海峡の航行情報の提供と航行管制を行っている。
空運
1994年の関西国際空港、2006年の神戸空港の開港により、明石海峡上空は多くの航空機が飛び交う空の交通の要衝ともなっている。市街地や山岳部の上空を避けるために、関西三空港をはじめとする近辺の空港の出発・到着ルート（SID・STAR）に設定されており、飛行の目印となるウェイポイントのMAIKOが設定されている。付近の上空は、低高度が神戸特別管制区（神戸空港に設置の飛行場管制（神戸タワー）が管理）、高高度が関西進入管制区（関西国際空港に設置の進入・ターミナルレーダー管制（関西アプローチ・関西ディパーチャー・関西レーダー）が管理）となっている。気象条件や混雑状況によってルートが変更になることはあるが、原則として、大阪国際空港の一部の便（西に向かう出発便）と関西国際空港の一部の便（西に向かう出発便と滑走路24L・24Rを目指す到着便）、及び、神戸空港のすべての便（風向きや目的地によらず出発・到着便すべてである）が明石海峡上空を飛行している。

## 関連文献
- 『明石の誕生』金井智著・発行1980.9
- 『明石さかなの海峡』神戸新聞明石総局 編・神戸新聞総合出版センター 1989.9
- 『明石の史跡』橘川真一他共著 明石市 芸術文化センター
- 『明石の自然』一色八郎編・大成社 1968.7
- 『明石を科学する』神戸新聞明石総局編 ・発行2000.10
- 『加西市史編さん委員会だより』第2号
- 明石ペンクラブ『明石大門』26号